# سیارک ۶۲۹۴
سیارک ۶۲۹۴ (به انگلیسی: 6294 Czerny، نامگذاری:1988CX1) شش هزار و دویست و نود و چهارمین سیارک کشف شده‌است که در ۱۱ فوریه ۱۹۸۸ کشف شد.
قدر مطلق سیارک برابر ۱۳٫۷۰ است.